# Jules Jamin
Jules Célestin Jamin (Termes, 31 maggio 1818 – Parigi, 12 febbraio 1886) è stato un fisico francese, noto per aver ricevuto la medaglia Rumford nel 1858, per il suo lavoro sulla luce e per aver migliorato le piastre di interferenza inclinate di Brewster con lo sviluppo dell'interferometro di Jamin.

## Biografia
Jules Jamin, figlio di Anthony Peter Jamin, nacque nel 1818 a Termes, in Francia. Iniziò la sua formazione in una piccola scuola a Vouziers, un villaggio situato nel nord-est della Francia. Dopo un po' di tempo lì, fu mandato al Collegio di Reims da suo padre. Nel 1838 vinse con il massimo dei voti il premio del concorso scientifico e nell'ottobre dello stesso anno fu ammesso alla prima selezione per entrare all'École normale supérieure dove ottenne una laurea in scienze fisiche, matematica e scienze naturali, e nel 1841 in scienze fisiche globali. Nel 1844, entrò a far parte del College Louis-le-Grand come insegnante. A Caen, iniziò le ricerche a sostegno della sua tesi sul riflesso della luce sulla superficie dei metalli, per la quale nel 1847 ottenne un dottorato in Fisica con la sua tesi sulla riflessione della luce sulle superfici metalliche. Dal 1844 al 1854, Jamin studiò e confermò le conclusioni di Macedonio Melloni sull'assorbimento di energia insieme ai colleghi fisici Courtépée e Antoine-Philibert Masson.
Nel 1852 fu nominato professore di fisica all'École Polytechnique, carica che mantenne fino al marzo 1881, quando gli succedette Alfred Potier. Nel 1856 Jules Jamin iniziò a lavorare e completò l'interferometro Jamin. Nel 1858 fu insignito della Medaglia Rumford, dalla Royal Society,  per il suo lavoro sulla luce e nel 1863 divenne professore alla Facoltà di Parigi, succedendo a César Despretz come cattedra associata di fisica sperimentale. Sulla base delle sue lezioni all'École Polytechnique, ha pubblicato un interessante articolo intitolato "Saggio generale sulla fisica".
Nel 1868 entra a far parte dell'Accademia francese delle scienze e nello stesso anno crea e dirige il Laboratorio di ricerca fisica finanziato dall'École pratique des hautes études di cui era anche il direttore della divisione studi. Nel 1886 cedette il titolo di Direttore del Laboratorio di ricerca fisica a Gabriel Lippmann.
Il 17 luglio 1871 presentò all'Accademia francese delle scienze l'invenzione del motore elettrico di Zénobe Gramme.
Nel 1873, Jamin inventò un magnete con un design a strati che gli consentiva di sostenere ventidue volte il proprio peso. All'epoca la massima capacità di sollevamento dimostrata per un magnete artificiale era solo da quattro a cinque volte il suo stesso peso.
Nel 1882, con l'arrivo di una nuova generazione di fisici venuti a fare ricerche per i loro dottorati, come Gabriel Lippmann, Henri Pellat e Anatole Leduc, sostituì Henri Milne Edwards come Preside della Facoltà con Edmond Bouty che divenne il vicedirettore del laboratorio. Nello stesso anno presiedette l'Accademia delle Scienze e divenne segretario permanente nel 1884, succedendo a Jean-Baptiste Dumas. Come molti scienziati francesi del periodo, Jamin era noto per eseguire dimostrazioni scientifiche in pubblico con l'obiettivo di attirare folle entusiaste e ottenere sostegno per il suo lavoro. Jamin era un convinto sostenitore del movimento francese del XIX secolo verso la misurazione di precisione essenziale per una significativa sperimentazione scientifica.
Si sposò a Reims nel 1851, con Theresa Josephine Eudoxia Lebrun (1832-1880), dalla quale ebbe una figlia, Lucie, che era la moglie del fisico Henri Becquerel, e un figlio, un pittore, Paul. Jamin era amico del fisico irlandese John Tyndall e dopo l'inizio della guerra franco-prussiana accettò persino l'offerta di Tyndall di prendersi cura della moglie e dei figli in Gran Bretagna mentre egli rimase a Parigi, dove morì nel 1886.

## Attività
Il lavoro di Jules Jamin comprendeva i temi del magnetismo, elettricità, umidità e azione capillare (effetto Jamin, catena Jamin). Altre aree includevano la compressibilità dei liquidi, il punto critico dei gas, i calori specifici, l'igrometria e la misurazione degli indici di rifrazione dei gas, dell'acqua liquida a diverse pressioni e del vapore acqueo. Oltre alla polarizzazione ellittica delle sostanze vetrose, ha scoperto la polarizzazione ellittica negativa del fluoro. Nel 1860 osservò che quando un tubo capillare cilindrico veniva riempito con una serie ("catena") di bolle alternate e goccioline d'acqua, la catena rimaneva immobile nonostante un aumento o una diminuzione della pressione a un'estremità del tubo.

Interferometro di Jamin

L' "effetto Jamin" è stato definito in modo più ampio come una resistenza al flusso nei capillari dovuta all'isteresi dell'angolo di contatto, o ai cambiamenti nel raggio del capillare, o alle differenze nella tensione interfacciale ai bordi anteriori e finali delle bolle.

## Curiosità
- Il nome di Jules Jamin è uno dei 72 nomi iscritti sulla Torre Eiffel. Il suo nome si trova sul lato che guarda Grenelle, un quartiere situato nella parte sud-occidentale di Parigi.[6][7]
- Le aree di interesse di Jamin non erano limitate interamente alle scienze. Gli piaceva studiare il lavoro di illustri artisti al Louvre ed era lui stesso un artista di talento. La sua famiglia è in possesso di molti dei suoi dipinti, così come la chiesa nel suo comune natale di Termes.[5]